# Jeff Kinney
Jeffrey Patrick Kinney, detto Jeff (Fort Washington, 19 febbraio 1971), è uno scrittore e fumettista statunitense, autore di libri per ragazzi come la famosa 
serie Diario di una schiappa (Diary of a Wimpy Kid).
È considerato il creatore di un famoso gioco online, Poptropica, conosciuto da molti ragazzini. Kinney lavora a tempo pieno come scrittore e progettista di giochi online.

## Biografia
Kinney è cresciuto a Fort Washington, Maryland, Stati Uniti, non lontano dalla Crossland High School, e ha frequentato la University of Maryland a College Park nei primi anni del 1990. E proprio lì, Kinney ha creato il fumetto Igdoof (che era una striscia comica spesso inserita nel giornale della scuola, il Diamondback). Così, egli capì che era destinato ad essere un fumettista. Tuttavia, Kinney non riuscì a pubblicare il suo fumetto dopo il college; nel 1998, ha iniziato a scrivere le sue idee, che sarebbero poi diventate parte della celebre serie di libri Diario di una schiappa. La serie di libri ha venduto infatti 250 milioni di copie nel mondo, superando autori come Dan Brown, e, a partire dal 2010, è stato sviluppato anche un lungometraggio riguardante il complesso di libri. 

## Vita privata
È sposato con una donna di nome Julie e ha due figli, Will e Grent. 

## Opere
- Diario di una schiappa (2007) (Diary of a Wimpy Kid) - Da questo romanzo il film Diario di una schiappa, 2010
- Diario di una schiappa - La legge dei più grandi  (2009) (Diary of a Wimpy Kid: Rodrick Rules) - Da questo romanzo il film Diario di una schiappa 2 - La legge dei più grandi, 2011
- Diario di una schiappa - Ora basta! (2010) (Diary of a Wimpy Kid: The Last Straw) - Da questo romanzo il film Diario di una schiappa - Vita da cani, 2012
- Diario di una schiappa - Vita da cani  (2010) (Diary of a Wimpy Kid: Dog Days) - Da questo romanzo il film Diario di una schiappa - Vita da cani, 2012
- Diario di una schiappa - Fai da te (2010) (Diary of a Wimpy Kid Do-It-Yourself Book) (libro esterno alla serie)
- Diario di una schiappa - Il FILM (2010) (The Wimpy Kid Movie Diary) (libro esterno alla serie)
- Diario di una schiappa - La dura verità (2012) (Diary of a Wimpy Kid: The Ugly Truth)
- Diario di una schiappa - Il FILM. Come Greg è arrivato a Hollywood (2012) (The Wimpy Kid Movie Diary 1, 2 e 3) (libro esterno alla serie; racchiude anche il precedente volume Diario di una schiappa - Il FILM)
- Diario di una schiappa - Si salvi chi può! (2013) (Diary of a Wimpy Kid: Cabin Fever)
- Diario di una schiappa - Guai in arrivo! (2014) (Diary of a Wimpy Kid: The Third Wheel)
- Diario di una schiappa - Sfortuna nera (2014) (Diary of a Wimpy Kid: Hard Luck)
- Diario di una schiappa - Portatemi a casa! (2015) (Diary of a Wimpy Kid: The Long Haul) - Da questo romanzo il film Diario di una schiappa - Portatemi a casa!, 2017
- Diario di una schiappa - Non ce la posso fare! (2016) (Diary of a Wimpy Kid: Old School)
- Diario di una schiappa - Avanti tutta! (2017) (Diary of a Wimpy Kid: Double Down)
- Diario di una schiappa - Una vacanza da panico (2018) (Diary of a Wimpy Kid: The Getaway)
- Diario di un amico fantastico - Il giornale di bordo di Rowley (2019) (Diary of an Awesome Friendly Kid: Rowley Jefferson's Journal)
- Diario di una schiappa - Giorni da brivido (2019) (Diary of a Wimpy Kid: The Meltdown)
- Le avventure di un amico fantastico (2020) (Awesome Friendly Adventures)
- Diario di una schiappa - Disastro Totale (2020) (Diary of a Wimpy Kid: Wrecking Ball)
- Diario di una schiappa - Colpito e affondato (2021) (Diary of a Wimpy Kid: Deep End)
- Le Storie di paura di un amico fantastico - Un libro schiappa (2021) (Awesome friendly - Spooky Stories)
- Diario di una schiappa - il re del rock (2022) (Diary of a Wimpy Kid: Diper Overlode)